# Ả Rập-Norman Palermo, Nhà thờ Giáo hội của Cefalù và Monreale
Ả Rập-Norman Palermo, Nhà thờ Giáo hội của Cefalù và Monreale là một loạt các cấu trúc tôn giáo và công trình dân sự nằm trên bờ biển phía Bắc của đảo Sicilia có niên đại từ thời Norman Anh ở Sicilia (1130-1194). Chúng bao gồm 9 công trình kiến trúc ở Palermo, Cefalù và Monreale đã được UNESCO công nhận là Di sản thế giới vào năm 2015.
Các nhà lãnh đạo của người Norman bắt đầu xây dựng nhiều công trình khác nhau theo những gì được gọi là phong cách Ả Rập-Norman. Họ đã kết hợp được xem là tốt nhất của kiến trúc Ả Rập và Byzantine vào văn hóa của riêng mình.

## Danh sách
Dưới đây là danh sách 9 công trình kiến trúc đã được UNESCO công nhận là Di sản thế giới
| Công trình                                     | Vị trí   | Hình ảnh |
| ---------------------------------------------- | -------- | -------- |
| Cung điện Hoàng gia của người Norman           | Palermo  |          |
| Nhà nguyện Palatine của Cung điện Hoàng gia    | Palermo  |          |
| Lâu đài Zisa                                   | Palermo  |          |
| Nhà thờ Đức Mẹ Lên Trời của Đức Trinh Nữ Maria | Palermo  |          |
| Nhà thờ Thánh Gioan Hermits                    | Palermo  |          |
| Nhà thờ Giáo hội Martorana                     | Palermo  |          |
| Nhà thờ Thánh Cataldo                          | Palermo  |          |
| Cầu Đô đốc                                     | Palermo  |          |
| Nhà thờ Cefalù                                 | Cefalù   |          |
| Nhà thờ Monreale                               | Monreale |          |